# کریستین نوئل کریمی
کریستین نوئل کریمی (به انگلیسی: Christine Noelle Karimi) محقق و پژوهشگر در حوزهٔ ایران‌شناسی و تاریخ و همچنین، عضو هیئت علمی انستیتو مطالعات ایرانی وین است. کریستین نوئل کریمی دارای مدرک دکترا در زمینهٔ مطالعات شرق از دانشگاه برکلین می‌باشد. همچنین، در ادامه فعالیتش در سال ۲۰۰۹ در زمینه مطالعات ایران‌شناسی از دانشگاه بمبر فارغ‌التحصیل شد.
وی دربارهٔ هرات و خراسان طی قرن‌های ۱۹ و ۱۵ میلادی تحقیقاتی انجام داده‌است. کتاب اخیر او در زمینهٔ مطالعات و تاریخچه ادبیات در ایران است. نام این کتاب «مرواریدی در درون خودش؛ هرات و نقشه‌برداری خراسان از قرن ۱۵ تا ۱۹ میلادی» نام دارد. این کتاب به عنوان اثر برگزیده در سی و سومین دوره جایزه کتاب سال معرفی شد.
او هدف از نوشتن این کتاب را نشان دادن جایگاه هرات از نگاه فرهنگی، اقتصادی و سیاسی بیان کرد و گفت: 
در این کتاب، هرات به مثابه شهر مرکزی خراسان از عصر تیموریان تا سدهٔ نوزدهم از حیث تحولات جغرافیایی، اجتماعی و اقتصادی به ویژه در مقایسه با شهرهای مشهد و مرو مورد بررسی قرار گرفته‌است.
کریستین نوئل کریمی کتابی هم پیرامون افغانستان با عنوان «کشوری بدون ایالت» تألیف کرده‌است. همسر او یک مهندس افغانستانی است که در حوزهٔ تاریخ خراسان قدیم و افغانستان مطالعاتی دارد.

## زمینه‌های اصلی تحقیق
- تاریخ‌نگاری فارسی
- تاریخچه ذهنیت‌ها
- مفاهیم قدرت و فضا در دوران مدرن اولیه و مدرن
- دولت سازی مدرن در ایران و افغانستان
- تاریخ منطقه‌ای
- مدرنیته و مدرنیسم در تاریخ ادبی شخصی[۷]